# Copa hondurenya de futbol
La copa hondurenya de futbol és una competició d'Hondures de futbol per eliminatòries.
La primera edició es disputà el 1968, i quatre anys més tard la segona edició que adoptà el nom Copa Presidente en honor del doctor Ramón Cruz. Més tard, el general Oswaldo López li canvià el nom per Copa Jefe de Estado. La tercera edició arribà al cap de vint anys. Entre 1995 i 1999, el campió de la primera fase de la lliga fou declarat campió de copa. El 2015 adoptà el nom Copa Presidente i classifica un equip per la Supercopa Centroamericana.

## Historial
Font:
| Temporada | Campió          | Finalista     |
| --------- | --------------- | ------------- |
| 1968      | Motagua (1)     | España        |
| 1969-1971 | No es disputà   | No es disputà |
| 1972      | España (1)      | Marathón      |
| 1973-1991 | No es disputà   | No es disputà |
| 1992      | Real España (2) | Victoria      |
| 1993      | Real Maya (1)   | Motagua       |
| 1994      | Marathón (1)    | Real Maya     |
| 1995      | Olimpia (1)     | Motagua       |
| 1996      | Platense (1)    | Victoria      |
| 1997      | Platense (2)    | Motagua       |
| 1998      | Olimpia (2)     | Motagua       |
| 1999-2014 | No es disputà   | No es disputà |
| 2015      | Olimpia (3)     | Platense      |
| 2015-16   | Juticalpa (1)   | Real España   |
| 2017      | Marathón (2)    | Gimnástico    |
| 2018      | Platense (3)    | Real España   |
| 2019      |                 |               |